# Jean-Noël Barrot

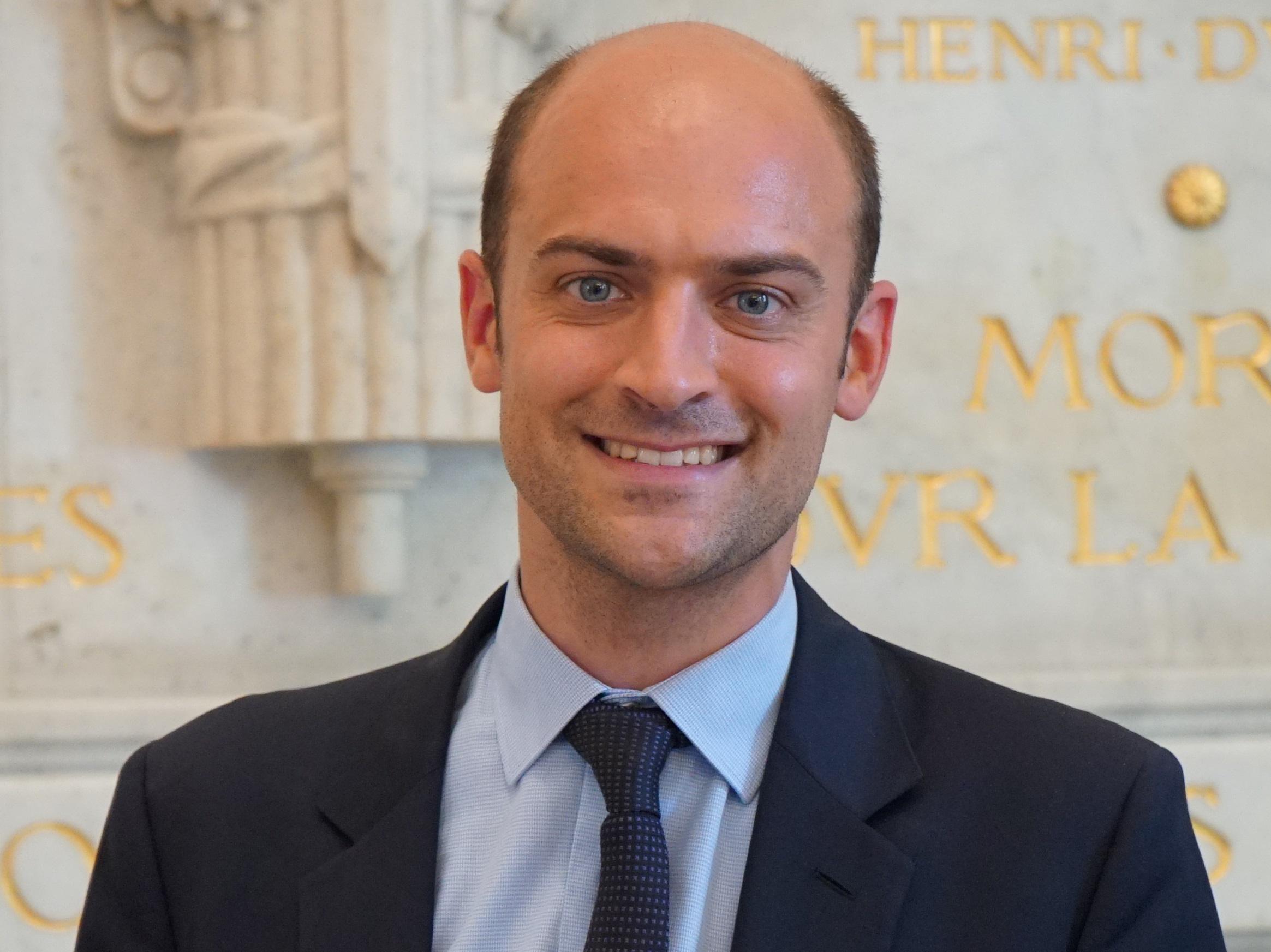
Jean-Noël Barrot (2017)

Jean-Noël Barrot (* 13. Mai 1983 in Paris) ist ein französischer Wirtschaftswissenschaftler und Politiker der Mouvement démocrate (MoDem). Seit September 2024 ist er Außenminister Frankreichs.
Er amtierte zuvor von Februar bis September 2024 als beigeordneter Minister für europäische Angelegenheiten in der Regierung von Premierminister Gabriel Attal.
Zuvor war er von 2017 bis 2022 Abgeordneter in der Nationalversammlung und von 2022 bis 2024 beigeordneter Minister für digitalen Wandel und Telekommunikation in der Regierung von Premierministerin Élisabeth Borne. Vor seinem Wechsel in die Politik lehrte Barrot als Professor für Finanzwirtschaft an der École des hautes études commerciales de Paris (HEC).

## Leben und Karriere
Jean-Noël Barrot ist der Sohn des christdemokratischen Politikers Jacques Barrot, der langjähriger Abgeordneter in der Nationalversammlung, mehrmals Minister in der französischen Regierung und von 2004 bis 2009 Vizepräsident der Europäischen Kommission war. Schon sein Großvater Noël Barrot war Politiker und leistete während des Zweiten Weltkriegs Widerstand gegen die deutsche Besatzung. Jean-Noël Barrot besuchte die wirtschaftswissenschaftlichen Vorbereitungsklassen am Lycée Henri-IV und absolvierte Studien an der HEC Paris (Master 2007), der Sciences Po (Master 2008) und der École d’Économie de Paris (Master 2008). 2013 wurde er bei David Thesmar an der HEC Paris im Fach Managementlehre promoviert und mit dem Top Finance Graduate Award der Hochschule ausgezeichnet. 
Im selben Jahr ernannte ihn die Sloan School of Management, die zum Massachusetts Institute of Technology gehört, zum Assistenzprofessor für Finanzwirtschaft. 2017 stieg er zum Associate Professor auf, verließ die Sloan School aber noch im selben Jahr. 2018 wurde er als Professeur associé an die HEC Paris berufen, wo er Unternehmensfinanzierung lehrte. Zudem forschte er im Groupement de Recherche et d’Etudes en Gestion à HEC Paris (GREGHEC), einer gemeinsamen betriebswirtschaftlichen Forschungseinrichtung von HEC und Centre national de la recherche scientifique (CNRS). Von seiner Lehrtätigkeit ist er seit 2022 beurlaubt.
Als Vertreter des Kantons Yssingeaux, wo schon sein Vater und Großvater ihre politische Basis gehabt hatten, wurde Barrot 2015 in den Départementrat von Haute-Loire gewählt, dem er bis 2017 angehörte. Er trat der Mitte-Partei Mouvement démocrate (MoDem) bei und gewann bei der Parlamentswahl 2017 das Abgeordnetenmandat im 2. Wahlkreis des Départements Yvelines. Seine Kandidatur wurde auch von der Partei La République en marche (LREM) des neugewählten Präsidenten Emmanuel Macron unterstützt, mit der sich MoDem verbündet hatte. Mit 58,3 Prozent im zweiten Wahlgang besiegte er den bisherigen Wahlkreisabgeordneten von den konservativen Républicains. Im Februar 2018 wurde Barrot nationaler Sprecher von MoDem, von Dezember 2018 bis Juli 2022 war er Generalsekretär der von François Bayrou geführten Partei. 
Im Juli 2022 berief Präsident Macron ihn zum beigeordneten Minister für Digitales (unter Wirtschafts- und Finanzminister Bruno Le Maire) im Kabinett Borne. Bei der Parlamentswahl 2022 wurde Barrot als Abgeordneter wiedergewählt, verzichtete jedoch auf das Mandat, um weiter der Regierung anzugehören. Bei der Regierungsumbildung im Februar 2024 übernahm er das Amt des beigeordneten Ministers für Europa (unter Außenminister Stéphane Séjourné) im Kabinett Attal.
Am 21. September 2024 wurde er zum Außenminister im Kabinett Barnier ernannt und im folgenden Kabinett Bayrou bestätigt.